# Crinocula kinabaluensis
Crinocula kinabaluensis là một loài bướm đêm trong họ Noctuidae.